# Zhang Die
Zhang Die (chinois simplifié : 张蝶 ; pinyin : zhāng dié) est une chanteuse et joueuse de pipa chinoise née le 1er octobre 1962 (jour de la fête nationale) dont le nom original est 张国庆, zhāngguóqìng Guoqing signifie fête nationale), également surnommée en Chine « Impératrice du disco » (chinois : 迪斯科皇后), élève du Conservatoire de musique de Tianjin, qui s'est fait surtout connaître dans les années 1980, par une interprétation en mandarin  de la chanson disco « Dschinghis Khan » (transcription en allemand du mongol : Chingis Khaan fondateur de l'Empire mongol), du groupe allemand Dschinghis Khan, traduit fidèlement en《成吉思汗》,.
Elle a obtenu la coupe d'or à la coupe du meilleur espoir (希望杯) discernée aux jeunes chanteurs ainsi que le titre des « dix plus grands stars-chanteurs de Chine » (中国十大歌星)

## Biographie
- Elle commence ses études au Conservatoire de musique de Tianjin comme joueuse de pipa, Elle sort diplômée en 1982[3].
- En 1990, elle part étudier en Australie[2].
- En 1995, jeune mariée, avec un Singapourien travaillant dans une multinationale des technologies de l'information, elle part vivre aux Ruremonde, Pays-Bas[2].
- En 2006, elle est membre du jury pour la grande compétition nationale de CCTV des jeunes chanteurs (zh).

Zhang Die vit désormais à Eindhoven, Pays-Bas.